# Trop tard pour les héros
Pour plus de détails, voir Fiche technique et Distribution.
Trop tard pour les héros (titre original : Too Late the Hero) est un film américain réalisé par Robert Aldrich, sorti en 1970.
Des troupes britanniques et japonaises se font face dans une île des Nouvelles-Hébrides, en novembre 1942. Un convoi américain est annoncé aux larges des côtes. Il devient alors indispensable de détruire l'émetteur-radio japonais.

## Synopsis
En 1942, sur le théâtre d'opérations du Pacifique, le lieutenant Sam Lawson de la marine américaine est un interprète japonais qui a toujours évité le combat, préférant de loin l'oisiveté et les loisirs dans ces lieux paradisiaques. Son commandant, le colonel John Nolan, lui annule sa permission et l'informe qu'il est détaché dans un commando britannique dans l'archipel des Nouvelles-Hébrides pour une mission de combat.
La base britannique est située au milieu d'un grand champ ouvert, à plusieurs centaines de mètres de la lisière de la jungle ; de l'autre côté de la jungle se trouve un poste d'observation et de communication japonais. Peu après l'arrivée de Lawson à la base, une patrouille de soldats britanniques déboule de la jungle et traverse le champ ouvert, poursuivi par des Japonais ; les soldats observent avec impuissance la patrouille se faire décimer par les tirs ennemis.
Le colonel Thompson charge le commando de Lawson de détruire le radio transmetteur japonais pour les empêcher d'alerter de l'arrivée d'un convoi naval américain qui est prévu dans trois jours. Le radio opérateur du poste transmet un « tout va bien » tous les soirs à minuit ; la tâche de Lawson est de transmettre un faux signal pour différer de vingt-quatre heures la découverte de l'attaque.
Le commando est mené par le capitaine Hornsby, un officier très britannique, de classe supérieure, qui semble avoir témoigné de sa témérité. Les autres membres du commando sont des appelés ayant participé à la débâcle de Singapour et dont l'ardeur au combat laisse à désirer : Tosh, un cockney cynique et le médecin de l'escouade ; Jock, un Écossais que Lawson estime un peu toqué, chantant et sautant en patrouille ; Campbell un gros Glaswegian au bras cassé ; Johnstone, le sergent aux cheveux grisâtres ; Scott, l'opérateur radio ; et les autres : Griffiths, Rogers, Currie, Connolly et Riddle.
Alors que le commando se dirige vers le poste japonais, une patrouille japonaise vient à leur encontre, l'embuscade tourne mal : Riddle, Currie et Connoly sont tués. Selon Tosh, c'est l'incompétence de Hornsby qui a conduit à la déconfiture ; le positionnement des embusqués des deux côtés de la piste a provoqué un tir ami. Johnstone est blessé dans un autre accrochage. Ne pouvant se permettre de le transporter et ralentir l'unité, Hornsby abandonne Johnstone, celui-ci est alors découvert par le Japonais qui l'égorge. Plus loin, Rogers saute sur une mine.
Près du but, la radio qui devait permettre à Lawson d'émettre un faux signal est endommagée, plusieurs lampes sont cassées lors de la chute de Scott. Hornsby décide de mettre la main sur la radio japonaise pour transmettre le « tout va bien ». Lawson refuse alors catégoriquement de participer à ce plan, prétextant que Hornsby désobéit aux ordres par cette improvisation. Néanmoins, Hornsby pénètre dans le camp japonais puis dans la cabane, assomme l'opérateur radio et fait signe à Lawson et Scott. Ce dernier le rejoint, mais en dépit des demandes pressantes de Tosh, Lawson maintient son refus. Il s'ensuit un carnage où Hornsby, Scott et Rafferty sont à leur tour tués. Lawson s'attarde sur le visage inerte de Hornsby puis suit le retrait de l'escouade.
À présent commandant de l'escouade, Lawson est seul avec Tosh, Campbell, Jock, Griffiths et McLean à être encore en vie mais Jock est blessé lors de la découverte de l'aérodrome secret des Japonais. Déterminé à les empêcher de révéler ce secret, et à l'aide de haut-parleurs installés dans les arbres, le major Yamaguchi exhorte les rescapés du commando de se rendre. Tosh et Lawson, ainsi que Jock, conviennent qu'ils ne peuvent lui accorder confiance ; Campbell est lui favorable à la transaction. Lawson et Tosh endormis, Campbell se décide à fuir, mais repéré par un Jock affaibli, il l'étrangle puis entraîne avec lui McLean et Griffiths vers la reddition.
Lawson et Tosh sont désormais seuls, Yamaguchi se sert de McLean et Griffiths comme moyen de pression ; Campbell, lui, a été massacré pour avoir dépouillé un officier mort. Alors que les deux rescapés atteignent la lisière du champ menant à la base britannique, Yamaguchi leur annonce qu'ils disposent de trois minutes pour se rendre. La lisière étant solidement couverte par les Japonais, Tosh suggère alors, pour semer la confusion, de localiser et de tuer le commandant japonais, qui poursuit le décompte du temps. Couverts par les buissons, ils parviennent à exécuter leur plan. Ils s'élancent ensuite, à toute allure, à travers champ, en zigzag afin d'éviter les tirs ennemis. Malgré le tir de couverture provenant de la base britannique, l'un des deux est touché, puis l'autre.
Cependant, l'un des deux se relève et atteint la base en titubant. Une foule de soldats l'entourent. Il s'agit de Tosh. Le colonel Thompson lui demande qui était l'autre homme ; Tosh répond : « Un héros. Il a tué quinze Japonais à lui seul, trente si vous voulez ». Puis le film se conclut par un long plan de Tosh retournant chercher le corps de Lawson.

## Fiche technique
- Titre original : Too Late the Hero
- Titre français : Trop tard pour les héros
- Réalisation : Robert Aldrich
- Assistans-réalisateur : Oscar Rudolph
- Scénario : Robert Aldrich et Lukas Heller d'après une histoire de Robert Aldrich et Robert Sherman
- Photographie : Joseph F. Biroc
- Montage : Michael Luciano
- Musique : Gerald Fried
- Direction artistique : James Dowell Vance
- Décors : John W. Brown
- Costumes : Charles E. James
- Son : Franklin Milton
- Producteur : Robert Aldrich
- Producteur associé : Walter Blake
- Société(s) de production : ABC Pictures, The Associates & Aldrich Company et Palomar Pictures
- Société(s) de distribution : Cinerama Releasing Corporation (États-Unis), 20th Century Fox (France)
- Pays de production :  États-Unis
- Langue : Anglais / Japonais
- Format : Couleurs (Metrocolor) - 35 mm - 1,85:1 - mono (Westrex Recording System)
- Genre : Film dramatique, Film de guerre
- Durée : 133 minutes (2 h 13)
- Dates de sortie :
  - États-Unis : 20 mai 1970
  - France : 30 septembre 1970
- Affiche : Boris Grinsson (France)

## Distribution
- Michael Caine (VF : Gabriel Cattand) : Soldat Tosh Hearne
- Cliff Robertson (VF : Marc De Georgi) : Lieutenant Sam Lawson
- Henry Fonda[1] (VF : Roland Ménard) : Capitaine John G. Nolan
- Ken Takakura : Major Yamaguchi
- Ian Bannen (VF : Claude Joseph) : Soldat Jock Thornton
- Harry Andrews (VF : Georges Aminel) : Colonel Thompson
- Ronald Fraser (VF : Pierre Trabaud) : Soldat Campbell
- Denholm Elliott (VF : Philippe Dumat) : Capitaine Hornsby
- Lance Percival (VF : Serge Lhorca) : Caporal McLean
- Percy Herbert (VF : Henry Djanik) : Sergent Johnstone
- Patrick Jordan : Le sergent-major
- Sam Kydd : Le sergent d'étendard
- William Beckley : Soldat Currie
- Martin Horsey : Soldat Griffiths
- Harvey Jason : Soldat Scott
- Don Knight : Soldat Connolly
- Roger Newman : Soldat Riddle
- Michael Parsons : Soldat Rafferty
- Sean MacDuff : Soldat Rogers
- Frank Webb : L'enseigne

## À noter
- Le film a été tourné du 15 janvier 1969 au 27 juin 1969 à Malay et sur l'île de Boracay aux Philippines[2].